# Јоланд Мабика
Јоланд Мабика (енгл. Yolande Mabika; Букаву, 8. септембар 1987) је конго–бразилска џудисткиња.

## Биографија
Рођена је 8. септембра 1987. у Букавуу. Током Другог конгоанског рата, током сукоба, је била одвојена од родитеља и одведена у дечји дом у Киншаси. Тамо је почела да се бави џудоом, спортом за који је влада Конга веровала да је идеалан начин за структуру за децу без родитељског старања. Затражила је азил у Бразилу након што је отпутовала тамо да се такмичи на Светском првенству у џудоу 2013. заједно са Пополом Мисенгом. Тренери су им одузели новац и пасоше и затворили их у хотелске собе. Након два дана Мабика је побегла како би потражила помоћ на улици. Два дана је лутала када је пронашла заједницу конгоанских имиграната у Брас де Пину, а следећег дана се вратила у хотел по Мисенга. Изјавили су да су им тренери џудоа ускраћивали храну и затварали их у кавезе када нису добро тренирали. Високи комесаријат Уједињених нација за избеглице је званично одобрио њен статус избеглице у септембру 2014. У Бразилу је од 2015. године тренирала у Институту Reação који је основао освајач олимпијске бронзане медаље Флавио Канто. Пре тога је спавала на улици и радила као чистачица у фабрици текстила. Добила је подршку и финансирање програма олимпијске солидарности Међународног олимпијског комитета. Изабрана је 3. јуна 2016. са десет спортиста у избеглички олимпијски тим на Летњим олимпијским играма. Такмичила се у женској категорији до 70 килограма. Изгубила је меч првог кола против Линде Болдер 10. августа, подвргнута гушењу нешто више од једног минута након меча. Данас живи у разним кућама у фавели у Кордовилу.